# Grünes Zertifikat
Grüne Zertifikate (auch: Grünstromzertifikate, engl. Renewable Energy Certificates (RECs), Green tags, Renewable Energy Credits oder Tradable Renewable Certificates (TRCs)) sind offizielle Bescheinigungen, dass eine bestimmte Menge elektrischer Energie (z. B. Kilowattstunden) aus erneuerbaren Energiequellen produziert wurde.
Grüne Zertifikate repräsentieren die Umweltattribute dieser produzierten Energie. Die Grünen Zertifikate sind unabhängig von der produzierten Energie handelbar.
Mit der Einführung des RECS (engl. Renewable Energy Certificate System), des Zertifikatssystems für erneuerbare Energien, in 15 europäischen Ländern im Jahr 2002 wurde ein Markt für den Handel von Grünstromzertifikaten geschaffen.
Grüne Zertifikate können sowohl in einem „freiwilligen“ Markt für Grünen Strom eingesetzt werden oder im Rahmen einer rechtlichen Mengenverpflichtung (Quotenregelung für die Produktion oder den Kauf von Strom aus Erneuerbaren Energien) als Bescheinigung dienen.

## Grüne Zertifikate im Zusammenhang mit der Corona-Pandemie
Im Zuge der Corona-Pandemie wird der Begriff (digitales) grünes Zertifikat (green certificate) auch im Zusammenhang mit EU-Plänen verwendet, einen einheitliche Impfnachweis bzw. Impfpass zu entwickeln, mit dem im Sommer 2021 wieder ein freies Reisen innerhalb der EU möglich werden soll.